# Spartacus (1913)
Spartacus ist ein stummer, italienischer Historien- und Sandalenfilm aus dem Jahre 1913.

## Handlung
Im antiken Rom zur Zeit der Konsuln Pompeius und Crassus. Im östlichen Griechenland wird der junge Thraker Spartacus als Sklave nach Rom verschleppt. Rasch fordert sein Besitzer Crassus den kraftvollen Jüngling dazu auf, als Gladiator in der Löwenarena seinen ganzen Mann zu stehen. Das Leben als römischer Sklave unter seinem neuen Herrn, Konsul Crassus, ist äußerst hart und ungerecht, auch wenn ihm die Liebe zu der Tochter des Crassus auch schöne Momente erlaubt. Als der genusssüchtige Crassus bei einer Orgie ein Unding verlangt – nämlich, einen Zweikampf auf Leben und Tod mit Amoricus, dem Verlobten der Schwester Spartacus’ – bricht in Spartacus der unbedingte Wille zum Widerstand und Aufstand gegen die Sklaverei heraus. Mit Hilfe anderer Gladiatoren und Sklaven wagt Spartacus den großen Befreiungsschlag, ringt die Römer in einem Überraschungscoup nieder und flieht aus Rom.
Endlich in Freiheit, beginnt der stolze Thraker mit dem Aufbau einer eigenen Armee, mit der er gegen die haushoch überlegenen römischen Truppen antreten will. Als der Senat die bestürzenden Nachrichten von einer sich gegen Rom wendenden Sklavenarmee erfährt, werden hastig Beschlüsse zur Gegenwehr gefasst, um diese Rebellion im Keim zu ersticken. Währenddessen hat sich Spartacus in eine Landsfrau, eine junge Thrakierin, verliebt. Das erste militärische Aufeinandertreffen zwischen Spartacus-Rebellen und den römischen Heerscharen findet in Apulien, nahe der antiken Stadt Petilia, statt. Spartacus geht im Kampf gegen die Truppen seines einstigen Besitzers Crassus als Sieger hervor, doch in der Folgeschlacht in Lukanien werden die Spartacus-Getreuen vollkommen aufgerieben. Spartacus selbst wird Opfer einer hinterhältigen Intrige und stirbt einen grausamen Märtyrertod.

## Produktionsnotizen
Spartacus gilt als die erste Verfilmung dieses bekannten Stoffes über den Anführer des Sklavenaufstandes gegen die römischen Unterdrücker rund sieben Jahrzehnte vor Christi Geburt. Der Film fand 1913 seine ersten Aufführungen in Italien und Spanien. Am 13. Februar 1914 konnte man Spartacus erstmals in Österreich-Ungarn (Wien) sehen, im Mai 1914 erfolgte die deutsche Erstaufführung im Cines am Nollendorfplatz in Berlin. In Deutschland war der Achtakter rund 120 Minuten lang. Bereits im Januar desselben Jahres lief Spartacus in britischen und französischen Kinos an.
Der spätere Sensationsfilm- und Sandalenfilm-Star Luciano Albertini gab hier mutmaßlich sein Filmdebüt.

## Kritiken
“Die herrlichen Massenentfaltungen in den Zirkusspielen, den Gladiatorenzügen, den Kämpfen der beiderseitigen Heeresmassen verblüfften und begeisterten, die Einzeldarstellung verdient alles Lob”.
Wiens Neue Freie Presse berichtete: „Die stolzen Bauten des antiken Rom und die herrliche Berglandschaft der Apenninen bilden den Rahmen zu diesem Schauspiele, dem Zehntausende von Mitwirkenden Leben und Wirkung verleihen.“